# Wolodymyr Drosd
Wolodymyr Hryhorowytsch Drosd (ukrainisch Володимир Григорович Дрозд; * 25. August 1939 in Petruschyn, Oblast Tschernihiw, Ukrainische SSR; † 23. Oktober 2003 in Kiew, Ukraine) war ein ukrainischer Schriftsteller und Journalist.

## Leben
Wolodymyr Drosd ergriff nach der Schule den Beruf eines Journalisten bei einer Lokalzeitung. 1963 veröffentlichte er sein erstes Buch mit Kurzgeschichten Ich mag blaue Sterne (Люблю сині зорі), woraufhin er in den Schriftstellerverband der Ukraine aufgenommen wurde. Von 1963 bis 1966 diente er als Wehrpflichtiger in der Sowjetarmee. Anschließend studierte er bis 1968 am Institut für Journalistik der Taras-Schewtschenko-Universität in Kiew.
Danach arbeitete er als Journalist für verschiedene Zeitungen und war weiter als Schriftsteller tätig.
Zwischen 1982 und 1985 war er der erste Chefredakteur der Zeitschrift Kiew. Von 1992 an leitete Drosd den Literaturfonds der Ukraine und war stellvertretender Vorsitzender des Nationalen Schriftstellerverbandes der Ukraine.
Drosd war mit der ukrainischen Dichterin und Taras-Schewtschenko-Preisträgerin von 1996 Iryna Schylenko (1941–2013) verheiratet. Seine Hobbys waren Gartenarbeit und Schach. Er starb 2003 in Kiew, wo er auf dem Baikowe-Friedhof beerdigt wurde.

## Ehrungen
Wolodymyr Drosd war Gewinner einer Vielzahl literarischer Wettbewerbe und erhielt zahlreiche Ehrungen. Darunter:
- 1989 das Ehrenzeichen der Sowjetunion[2]
- 1992 den Taras-Schewtschenko-Preis, Nationalpreis der Ukraine für Kultur[2]
- 1992 den Antonowytsch-Preis
- 1999 den Orden des Fürsten Jaroslaw des Weisen 5. Klasse[2]

## Werke  (Auswahl)
Seine Hauptwerke waren die Romane und Novellen:
- Oliven (Маслини, 1967)
- Semyrosum (Семирозум, 1967)
- Yrij (Ирій, 1974)
- Katastrophe (Катастрофа, 1968)
- Performance (Спектакль, 1985)
- Blätter der Erde (Листя землі)

Quelle: 